# 松本ヨシロウ
松本 ヨシロウ（まつもと ヨシロウ、1972年12月5日 - ）は、日本の男性声優。兵庫県出身。

## 経歴
メディアフォース、Jac in productionを経てハニカムエンタテインメントに所属。

## 人物
趣味はカート、ダーツ、料理。特技はバスケットボール。方言は関西弁。
資格・免許は調理師免許。

## 出演
太字はメインキャラクター。

### テレビアニメ
- ねずみの恩がえし（アーサー〈伝書鳥〉）
- それいけ!アンパンマン（クマ太）

1993年
- ドラゴンリーグ（イグ、ゴザ 他）

1994年
- 赤ずきんチャチャ（海坊主〈初代〉）

1996年
- こどものおもちゃ（中学生、粕谷良太、小島正平、ウェイター、AD、プロデューサー、ディレクター、真吾 他）
- るろうに剣心 -明治剣客浪漫譚-（男）

1998年
- 浦安鉄筋家族（タクシーの客、中村タケシ、レジ店員、駅員、男の子 他）
- 花さか天使テンテンくん（大臣、放火魔、コンピュータ）

1999年
- イソップワールド（ブラット）
- コレクター・ユイ（小林ヒデト、馬場、客、かわら版屋、北風 他）
- さくらももこ劇場 コジコジ（宇宙人・男、九官鳥、手下、ワニ）
- 週刊ストーリーランド（召使B）
- HUNTER×HUNTER（第1作）（マシュー、ハンゾー、フィンクス、村人）
- 未来少年コナンII タイガアドベンチャー（スタッフ、中学生、警備兵 他）
- モンスターファーム〜円盤石の秘密〜（アローヘッド、カッチュウロード、ジャアクソウ 他）

2000年
- 風まかせ月影蘭（男、茂平、漁師、手下〈覆面党〉）
- 週刊ストーリーランド（老人、店員）
- へろへろくん（ヤセウマ、あれあれパパ、ゼニゼニ、シータ 他）
- モンスターファーム〜伝説への道〜（パルスコーン）

2001年
- 仰天人間バトシーラー（テシタロイド青、ナニサマバッタ〈オレサマバッタ〉）
- グラップラー刃牙 -最大トーナメント編-（山本稔、グリーンベレー兵士）
- コスモウォーリアー零（バトライザー、ヤッタラン）
- こちら葛飾区亀有公園前派出所（販売員）
- 週刊ストーリーランド（同僚、従業員）
- テニスの王子様（アーノルド・イグニショフ、佐々部、ジョージ・スミス 他）
- バンパイヤン・キッズ（マシュー）
- フルーツバスケット（新聞屋くん、教師、担任の先生、男子 他）

2002年
- GUN FRONTIER（町の男）
- 幻魔大戦 神話前夜の章
- こちら葛飾区亀有公園前派出所（錠前）
- 電光超特急ヒカリアン（ヒカリアンライナー、スカイライナー）
- 爆転シュート ベイブレード2002（技術者B、技師B、バット）
- ハングリーハート WILD STRIKER（江坂マサシ）
- フォルツァ!ひでまる（源五郎、ペレス、チャンピオン、ラッセ 他）
- 満月をさがして（読谷）
- ホイッスル!（間宮茂、文呉鎮）
- 魔王ダンテ（ピコ）

2003年
- L/R -Licensed by Royal-（ウェイター、ラジオDJ、警備員、スタイリスト）
- SUBMARINE SUPER 99（操舵長）
- シンデレラボーイ（ジョン刑事、ビリー、カジノの客、店員、空港の男、兵士D）
- フルメタル・パニック? ふもっふ（金田）

2004年
- KURAU Phantom Memory（警官）
- Get Ride! アムドライバー（バーンズ・エーリック）
- B-伝説!バトルビーダマン（チンピラB、バトルクロー、解説者、ビーダーA 他）
- BLEACH（不良）
- BECK（高野拳児）
- 魔獣戦線 THE APOCALYPSE（アンツ、レギオン、アスピドケロン）
- 陸奥圓明流外伝 修羅の刻（羽賀井平馬一心斎）
- レジェンズ 甦る竜王伝説（ファイアージャイアント）

2005年
- あまえないでよっ!!（技師）
- UG☆アルティメットガール（機関車怪獣シュポー）
- 韋駄天翔（ジャッカル）
- エンジェル・ハート（ヤクザ、ナンパ男）
- おねがいマイメロディ（魔法ゴリラ、斎藤）
- カッパの飼い方（海の家の主人 他）
- 交響詩篇エウレカセブン（パーソナリティB）
- ジパング（楊文元）
- 絶対少年（笑子）
- パタリロ西遊記!（猪八戒）
- B-伝説! バトルビーダマン 炎魂（男B、ビーダーA、オクトゥーヴ、ゲルデウザー 他）

2006年
- デジモンセイバーズ（ピコデビモン）
- 爆球Hit! クラッシュビーダマン（カラッシュ、コブラ、新郎）
- 僕等がいた（小坂、おっちゃん、教師、店の男）

2007年
- School Days（澤永泰介）
- ラブ★コン（中学の同級生）
- ロビーとケロビー（アイブー、パトラン 他）

2009年
- プリンセスラバー!（社交部員〈めがね〉）

2011年
- テレビまんが 昭和物語

2013年
- DD北斗の拳（ジャギ[5]〈初代〉、スペード）

2014年
- ストレンジ・プラス（バロンエロス）
- 生徒会役員共＊（ボイストレーナー）

### OVA
1999年
- トラジマのミーめ（トリさん）

2001年
- アニメーション制作進行くろみちゃん（八月朔日八朔）

2002年
- アーケードゲーマーふぶき（消防士）
- こすぷれCOMPLEX（アナウンス）
- HUNTER×HUNTER ORIGINAL VIDEO ANIMATION（フィンクス）

2003年
- Di Gi Charat劇場 ぴよこにおまかせぴょ!（ブラックゲマゲマ団員C）
- HUNTER×HUNTER GREED ISLAND（フィンクス）

2004年
- 低俗霊DAYDREAM（作業員）
- HUNTER×HUNTER G・I Final（フィンクス）
- まかせてイルか!（従業員A）

2008年
- School Days 〜マジカルハート☆こころちゃん〜（澤永泰介）

2010年
- DARKER THAN BLACK -黒の契約者- 外伝（陳）

### 劇場アニメ
2004年
- マインド・ゲーム（駅員A）

2012年
- ベルセルク 黄金時代篇I 覇王の卵（コルカス）
- ベルセルク 黄金時代篇II ドルドレイ攻略（コルカス）[6]

2013年
- ベルセルク 黄金時代篇III 降臨（コルカス）[7]

### ゲーム
1999年
- 真・魔装機神 PANZER WARFARE

2002年
- テニスの王子様SWEAT & TEARS

2005年
- イレギュラーハンターX
- テイルズ オブ ブレイカー（セデギウス）
- 龍が如く

2008年
- School Days L×H（澤永泰介）
- スーパーロボット大戦Z（シュラン・オペル）※レーベン・ゲネラールとなっているのはバンプレスト側の誤表記。

2009年
- 裏技麻雀〜これって天和ってやつかい〜（ネジ公、嘉納）
- スーパーロボット大戦NEO（エルンスト兵）

2010年
- VANQUISH（ビクトール・ザイツェフ）

2016年
- ベルセルク無双（コルカス）

### CD
- WEED（笹谷）
- 海ニ眠ル花（玉造、シロクロ）
- 君と僕。（犬）
- GOSICK -ゴシック-（エバン）
- 黒羽と鵙目（板金科の少年）
- 獣（志方廉）
- 月陽炎（西本刑事）
- SNOW〜スノー 第3巻 レジェンドストーリー（平太）
- 瀬戸の花嫁（オクトパス中島）
- ディアマイン（藤田九鉄）
- 東京野蛮人（アツシ）
- ドラマCD ななか6/17 VOL.2（店員）
- ドラマCDVol.3 ぱにぽに〜修学旅行密着24時!〜編（鹿、伴）
- ドラマCDセカンドシーズンVol.1 ぱにぽに〜ベッキー不在! 新聞部杯主役争奪大会!!〜編（ヒロスケ、伴）
- Lovin' you（堀部）
- ハンターズ イン ワンダーランド No.1〜3（時計うさぎ、ダビ）
- 電車男（警官1）
- 天外レトロジカル（日下）
- スイッチ vol.2 DS編（寺元）
- アイドルマスター Scene.01 萩原雪歩&菊地真編（TV局ディレクター）

### 吹き替え
- ツタン・カーメンの秘宝 失われた王宮/太陽の王子
- トータリー・スパイズ!
- パイレーツ・オブ・アトランティス（サッチ）
- 検屍官（フロリアン）
- 炎の英雄シャープ〜新たなる挑戦〜マハラジャの城砦（カンディ・ラオ）